# 米拉·弗蘭
米拉·弗蘭（Mira Furlan，1955年9月7日—2021年1月20日）是一名克羅埃西亞裔美國籍演員，他在國際上最知名的角色包括科幻影集《巴比倫五號》中的外星人 Delenn 大使，以及2000年代影集《Lost檔案》中的常設角色 Danielle Rousseau。

## 南斯拉夫
弗蘭出生於克羅埃西亞社會主義共和國的札格雷布，母親是克羅埃西亞的猶太人，父親是斯洛維尼亞境內的克羅埃西亞人，家庭中有許多知識份子，不少家人都是大學教授。。小時候喜歡美國的搖滾樂，青年時期開始對演戲有興趣。他在札格雷布演藝學校取得戲劇的大學學歷，並學會英語、德語和法語。在1980年代他參與南斯拉夫的女性主義活動。
弗蘭曾是札格雷布的克羅埃西亞國家劇院成員，常出現在南斯拉夫的電視劇和電影中，得過一些地區性的小獎，1980年代在歐洲小有名氣，也演出一些舞台劇、從事少量的寫作和演唱。弗蘭的丈夫是Goran Gajić是一名導演，並且是塞爾維亞人。Gajić住在塞爾維亞的貝爾格勒，因此弗蘭常常在貝爾格勒和札格雷布之間進行長達三小時的通勤 。在1991年克羅埃西亞獨立戰爭開始後，克羅埃西亞國家劇院要求弗蘭不能再參與貝爾格勒的戲劇，弗蘭拒絕，於是被開除。之後他和身邊的人開始受到一系列的公眾抨擊，夫婦兩人最後在1991年11月移民美國紐約市，在南斯拉夫有些人對此很不諒解。

## 移居美國
弗蘭在1992年加入紐約的演藝團體，並在紐約和洛杉磯的舞台劇中出演。他最為國際知名的角色是1990年代的科幻影集《巴比倫五號》中的外星人 Delenn 大使，以及在2000年代影集《Lost檔案》中的 Danielle Rousseau 一角。
弗蘭的孩子在1998年出生。
2002年，在離開11年後，他首次回到克羅埃西亞參與舞臺劇演出。
弗蘭在2021年因西尼羅河病毒和併發症過世。在得知其死訊後，克羅埃西亞國家劇院對於在90年代不當對待弗蘭一事致歉。

## 外部連結
- 官方网站
- 米拉·弗蘭在互联网电影资料库（IMDb）上的資料（英文）